# BMC ADO16
BMC ADO16 is een serie personenauto's, geproduceerd door British Motor Corporation tussen 1962 en 1974. Het was verkrijgbaar als model van de automerken Austin, Morris, MG, Wolseley en Riley.
Het model werd ook in Spanje gebouwd door Authi, door Innocenti in Italië en in de BMC-fabriek in België. Het was ook de basis voor vergelijkbare auto's die in Australië en Zuid-Afrika werden geproduceerd. Hij werd gelanceerd als Morris 1100.

## Geschiedenis
Nadat het ontwerp van de Mini was voltooid, begon Alec Issigonis te werken aan een grotere gezinsauto, gebouwd volgens dezelfde principes. ADO komt van de projectnaam Amalgamated Drawing Office projectnummer 16.
De nieuwe auto kreeg een grotere versie van BMC's A-motor, die al in productie was sinds de tijd van de Austin A30. De motor stond dwars op de versnellingsbak. Motor en versnellingsbak hadden een gemeenschappelijk smeersysteem, waardoor de olie regelmatig moest worden ververst om goed te werken. Vanaf 1967 kon de auto worden geleverd met een automatische transmissie. De auto had schijfremmen op de voorwielen. Met de ADO 16 introduceerde BMC zijn Hydrolastic-ophanging die in steeds meer auto's van de groep zou worden gebruikt. Hydrolastic werkte met hydraulische veerelementen in plaats van conventionele veren en schokdempers.
De auto ging in de zomer van 1962 in productie en was gedurende de rest van de jaren zestig de best verkochte auto in Groot-Brittannië, in concurrentie met de door en door conventionele Ford Cortina. De ADO16 werd vervaardigd onder bijna alle merknamen van BMC, maar liefst zes verschillende versies.
De auto werd de eerste jaren alleen verkocht met een 1100 cc-motor. Op de Britse thuismarkt werden alleen vierdeurs carrosserieën verkocht, maar al snel kwam er een tweedeurs variant bij voor de export. De Austin- en Morris-motoren hadden een enkele carburateur, de overige waren uitgerust met een sterkere motor met twee carburateurs. In 1966 werden stationwagenvarianten van Austin en Morris toegevoegd. Vanaf juni 1967 konden de luxere versies geleverd worden met een 1275 cc-motor met een enkele carburateur.
In oktober 1967 werd de Mark II-versie geïntroduceerd, herkenbaar aan kleinere vinnen op de achterspatborden. De tweedeursauto's werden nu ook op de binnenlandse markt verkocht en de 1275 cc-motor werd als alternatief ook in de goedkopere auto's leverbaar. Vanaf het voorjaar van 1968 werden de vier luxere versies alleen verkocht met de grotere motor, nu met dubbele carburateurs.
In de herfst van 1969 begon de rationalisatie van de veelvoud aan merken en hield Riley op te bestaan. In plaats daarvan verschenen de Austin en Morris in de 1300 GT-versie met dubbele carburateurs. In september 1971 werd de laatste Mark III-versie geïntroduceerd, met nieuwe instrumenten en betere stoelen. Nu stonden alleen nog de Austin, Wolseley en Vanden Plas op het programma.

### Morris

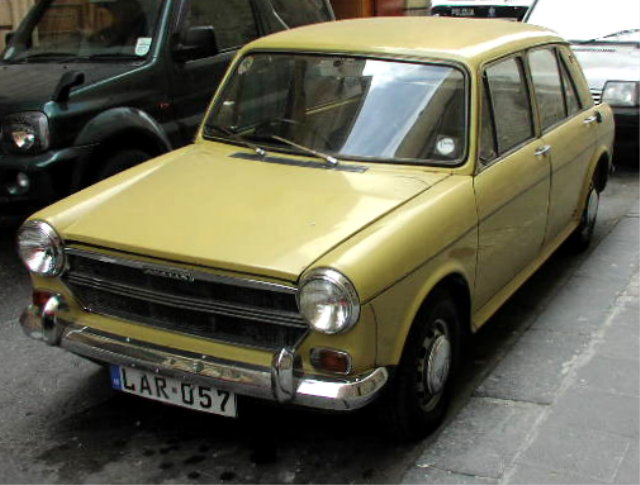
Morris 1100

De Morris 1100 werd in augustus 1962 geïntroduceerd als eerste ADO16-versie. Rivaliteit binnen de verkooporganisatie had de Morris-dealers ertoe gebracht te eisen dat de introductie van de Austin-versie werd uitgesteld, omdat ze vonden dat Austin een concurrerender modellenprogramma had. Op de Autosalon van Genève in 1966 werd de stationwagenversie Traveller gepresenteerd.
De Mk II-versie bracht een aangepaste carrosserie en interieur, evenals een 1300-motor ook voor de Morris. Bij de grotere motor hoorde ook een volledig gesynchroniseerde versnellingsbak. In oktober 1969 werd de 1300 GT met een motor met twee carburateurs toegevoegd. Dit was in feite een MG 1300 met vier deuren.
De productie van het sedan-model stopte in de herfst van 1971 en werd vervangen door Morris Marina. De Traveller werd tot 1973 in Mk III-design geproduceerd. In totaal zijn er ongeveer 723.000 exemplaren van de Morris 1100/1300 geproduceerd.

### MG
In oktober 1962 werd de sportieve MG-versie toegevoegd, met een motor met twee carburateurs. Hij had een traditionele MG-grille en een houten dashboard. Vanaf juni 1967 kon de MG geleverd worden met een 1275 cc-motor. De Mk II-versie van de MG had een sterkere motor, een volledig gesynchroniseerde versnellingsbak en hetzelfde dashboard als de Riley. De MG werd alleen verkocht met een tweedeurs carrosserie. De productie van het MG-model stopte in de herfst van 1971 nadat 157.409 exemplaren van de MG 1100/1300 waren vervaardigd.

### Austin

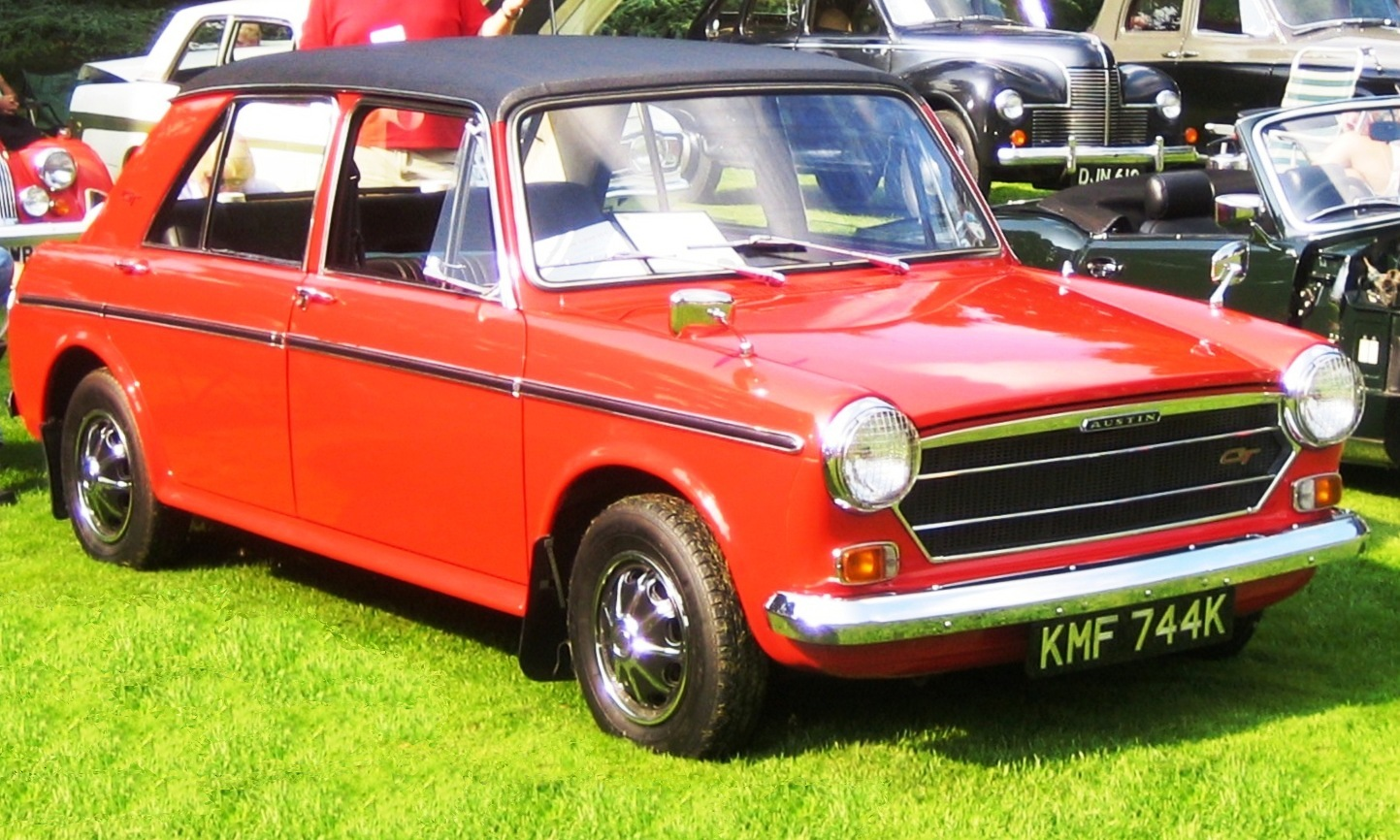
Austin 1300 GT

Iets meer dan een jaar na de Morris 1100 werd in september 1963 de Austin Glider geïntroduceerd. Afgezien van de voorkant en het dashboard waren de auto's identiek. Op de Autosalon van Genève in 1966 werd de stationwagenversie Countryman gepresenteerd.
De Mk II-versie bracht een aangepaste carrosserie en interieur, met hetzelfde dashboard als de Morris. Nu was de 1300-motor ook beschikbaar voor de Austin. Bij de grotere motor hoorde ook een volledig gesynchroniseerde versnellingsbak. In oktober 1969 werd de 1300 GT met een motor met twee carburateurs toegevoegd.
De Mk III-versie werd bijgewerkt met een nieuwe grill, nieuwe instrumenten en betere stoelen. De productie ging door tot juni 1974, met ongeveer 1.052.000 geproduceerde exemplaren van de Austin 1100/1300.

### Vanden Plas
De Vanden Plas Princess-versie werd voor het eerst getoond op de London Motor Show in oktober 1963. Deze uitvoering had een zeer weelderig interieur met notenhouten panelen, lederen bekleding en kleine picknicktafels voor de passagiers op de achterbank. Zo'n weelderige luxe was nog niet eerder in een kleine auto voorgekomen. De Princess had ook een houten dashboard met ronde instrumenten, wat uniek was voor het model. Vanaf juni 1967 kon de auto geleverd worden met een 1275 cc-motor. De Mk II-versie van Vanden Plas kreeg een volledig gesynchroniseerde versnellingsbak.
De productie van de Princess 1100/1300 stopte, als laatste Britse ADO16-auto, in juni 1974 na 43.741 exemplaren.

### Wolseley
De Wolseley-versie werd geïntroduceerd in september 1965. Deze deelde de motor met twee carburateurs en het dashboard met de MG maar had echter de traditionele Wolseley-grille. De auto verving de op Morris Minor gebaseerde Wolseley 1500. Vanaf juni 1967 kon de auto geleverd worden met een 1275 cc-motor. De Mk II-versie van de Wolseley kreeg een volledig gesynchroniseerde versnellingsbak. De productie van de Wolseley 1100/1300 stopte in het voorjaar van 1973 met de introductie van de Austin Allegro, na 44.867 exemplaren.

### Riley
Gelijktijdig met de Wolseley-versie verscheen ook de Riley Kestrel in september 1965, met de MG-motor met twee carburateurs. Hij had een traditionele Riley-grille en een eigen dashboard, compleet met een toerenteller. De Kestrel verving de op Morris Minor gebaseerde Riley One-Point-Five. Vanaf juni 1967 kon de Riley geleverd worden met een 1275 cc-motor. De Mk II-versie van de Riley had een sterkere motor en een volledig gesynchroniseerde versnellingsbak. De auto had de naam Kestrel nu verloren.
De productie werd gestaakt in juli 1969, na 21.529 exemplaren van de Kestrel/1300 en daarmee verdween tegelijkertijd het merk Riley.

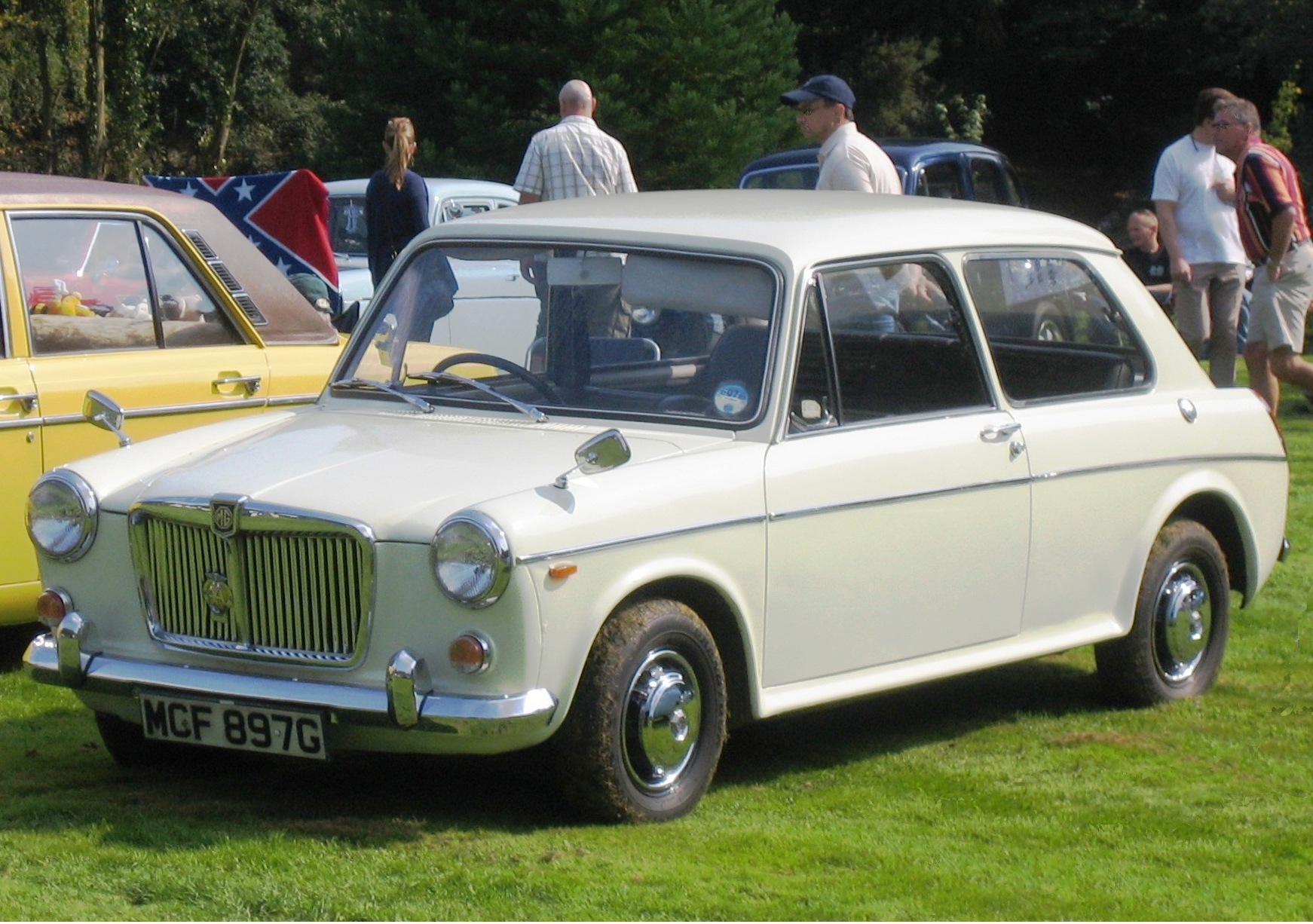
MG 1300
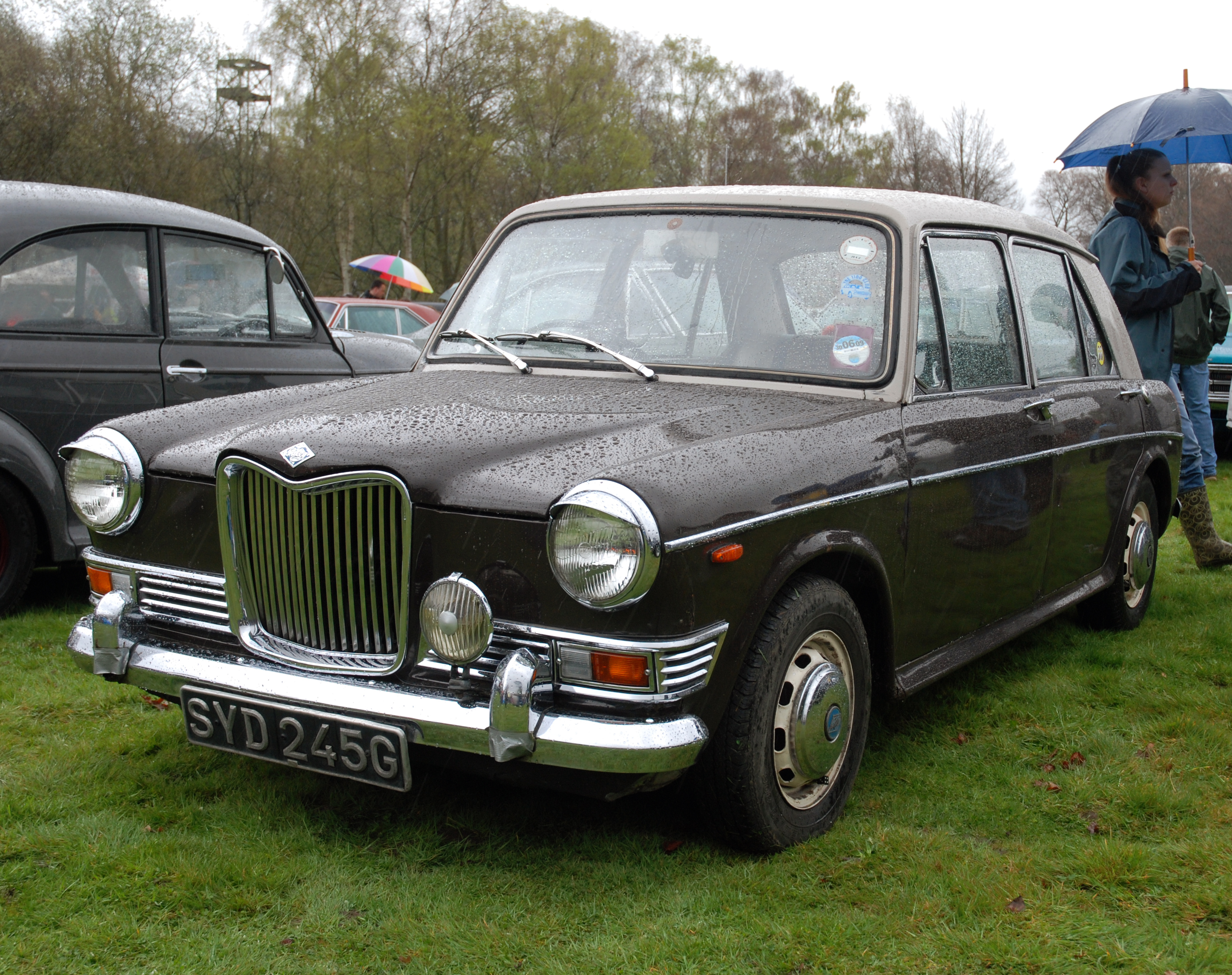
Riley Kestrel
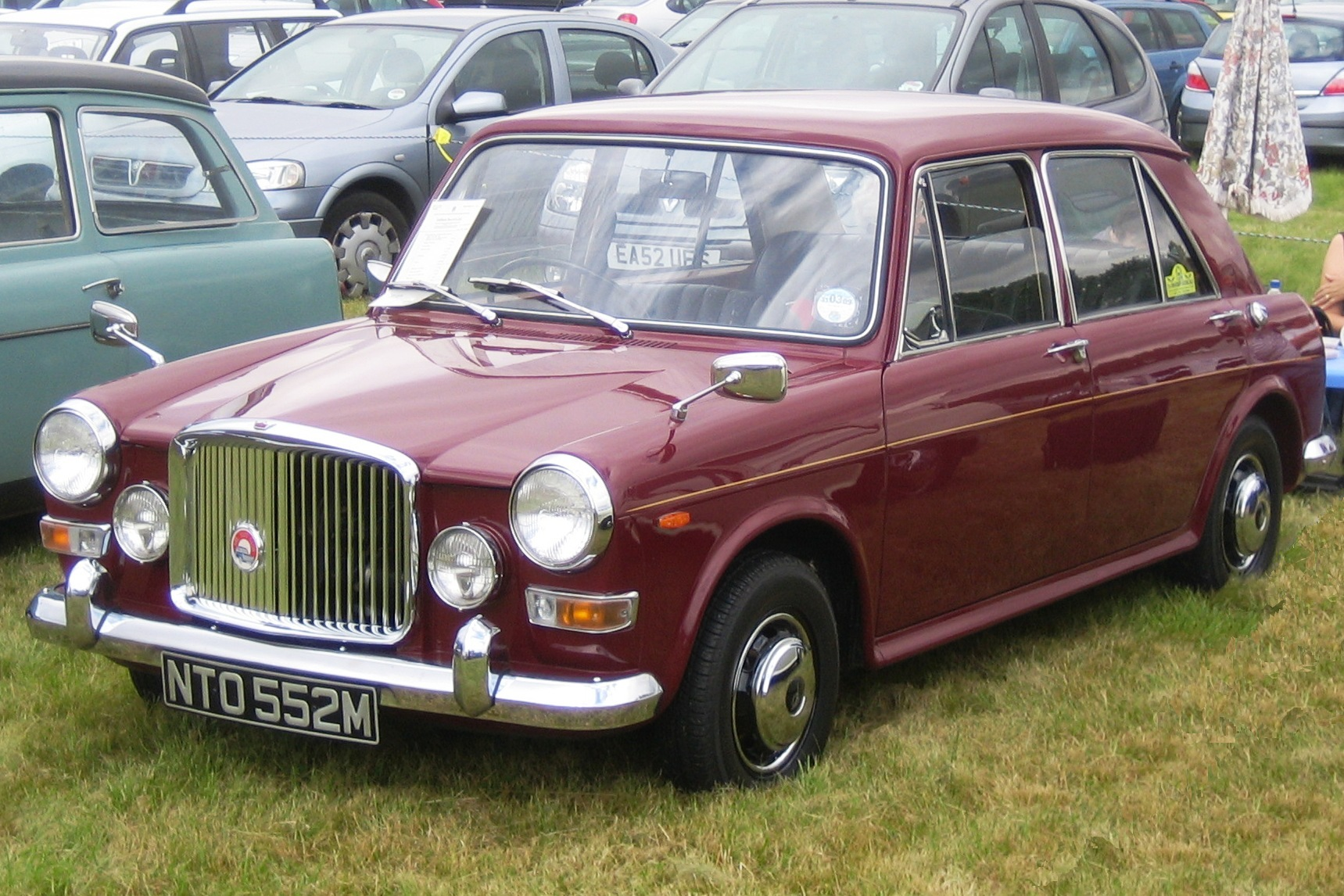
Vanden Plas 1300
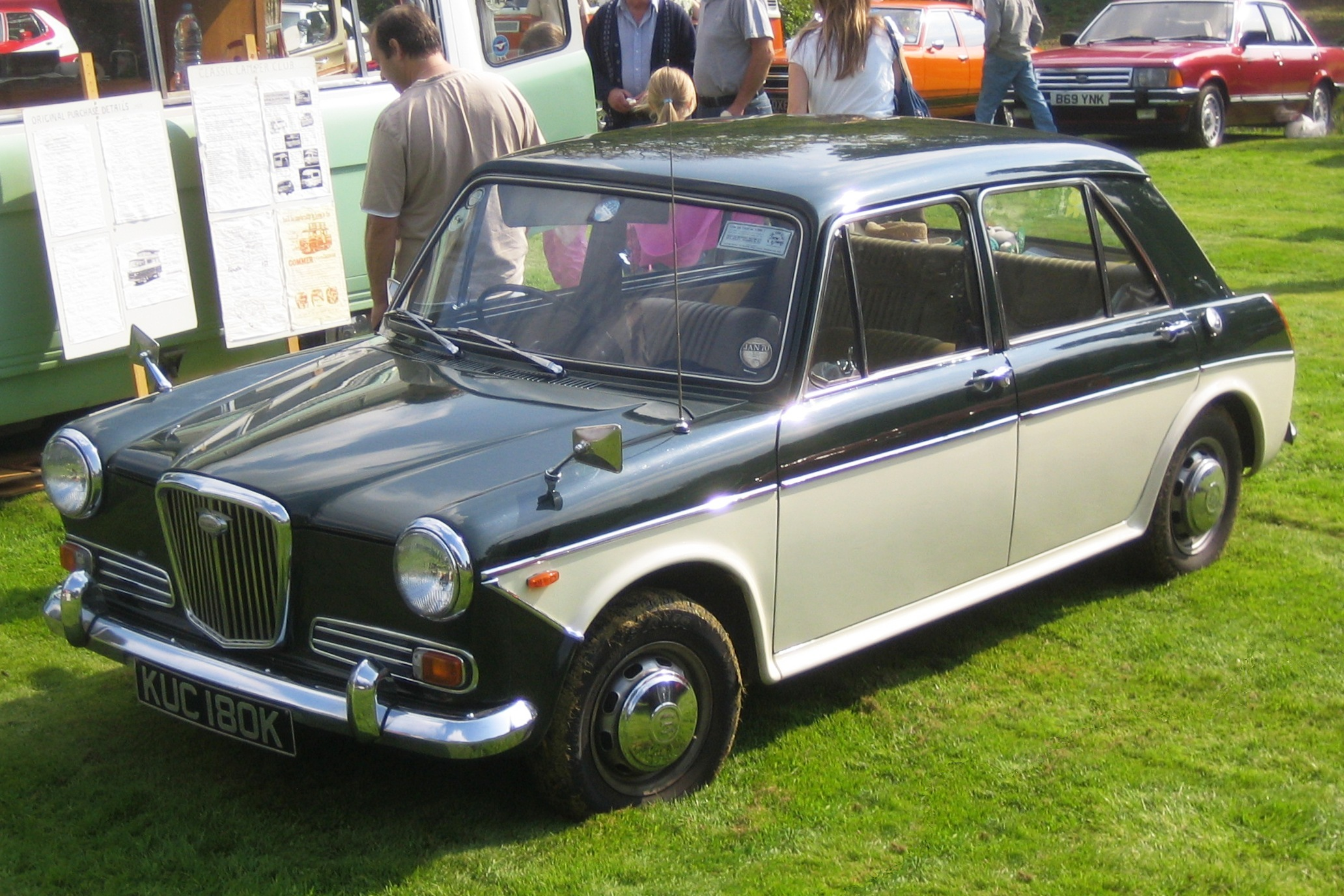
Wolseley 1300
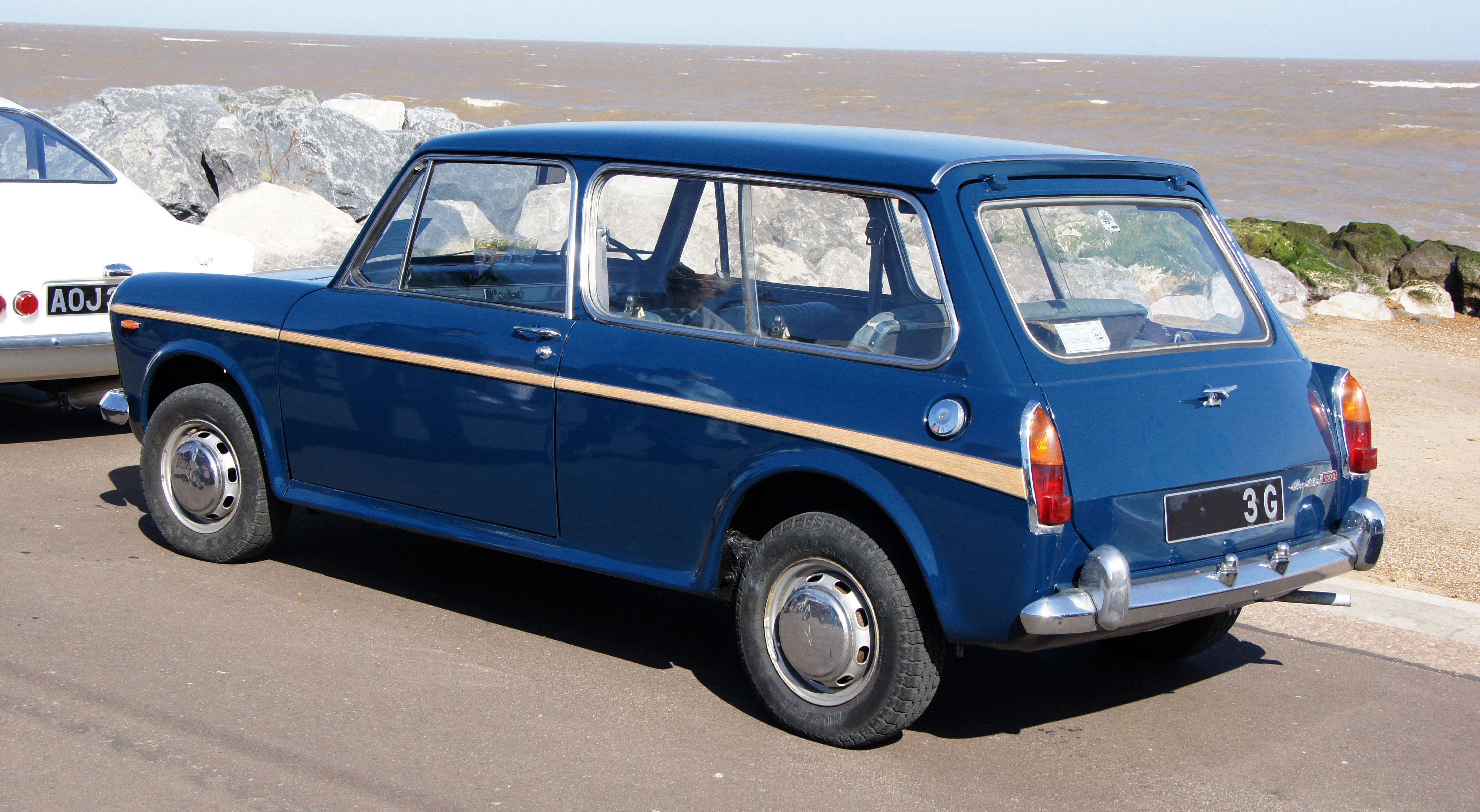
Austin 1300 Countryman

## Niet-Britse productie
BMC was een wereldwijd bedrijf met dochterondernemingen en assemblagefabrieken in een aantal landen. Tijdens de "goede jaren" in de jaren vijftig en zestig had BMC ook de middelen om de auto's aan te passen aan de lokale wensen en smaak.

### Australië
Vanaf 1969 werd de Morris 1500 verkocht met de E-motor met bovenliggende nokkenas uit de Austin Maxi. De 1500 was ook beschikbaar als Morris Nomad met een hatchback-carrosserie. Zowel de 1500 als de Nomad werden geëxporteerd naar Nieuw-Zeeland, waar ze onder de naam Austin werden verkocht.

### Italië
Sinds het begin van de jaren zestig had BMC een samenwerking met Innocenti, waar de Italiaanse fabrikant BMC-auto's onder licentie bouwde. Innocenti bouwde ADO16 tussen 1963 en 1974.

### Joegoslavië
Tussen 1969 en 1972 produceerde de Joegoslavische fabrikant IMV in samenwerking met BMC automodellen van Austin, de merknaam luidde Austin IMV. De eerste in licentie bij IMV geproduceerde Austin 1300 verscheen in 1969.

### Spanje
Tussen 1965 en 1976 had BMC een dochteronderneming in Spanje, Authi genaamd, die verschillende BMC-producten assembleerde. De fabriek werd daarna verkocht aan SEAT.
Authi bouwde de ADO16 met een kleinere 1-liter motor van Mini. De auto's werden ook geëxporteerd naar landen als Denemarken en Griekenland. Giovanni Michelotti ontwierp een nieuwe carrosserie voor de ADO16, met een Triumph-achtige voor- en achterkant en meer bagageruimte. Tussen 1972 en 1975 werd de vierdeurs auto geproduceerd onder de naam Austin Victoria.

### Zuid-Afrika
Michelotti's sedanmodel werd tussen 1971 en 1977 in Zuid-Afrika gebouwd onder de naam Austin Apache.

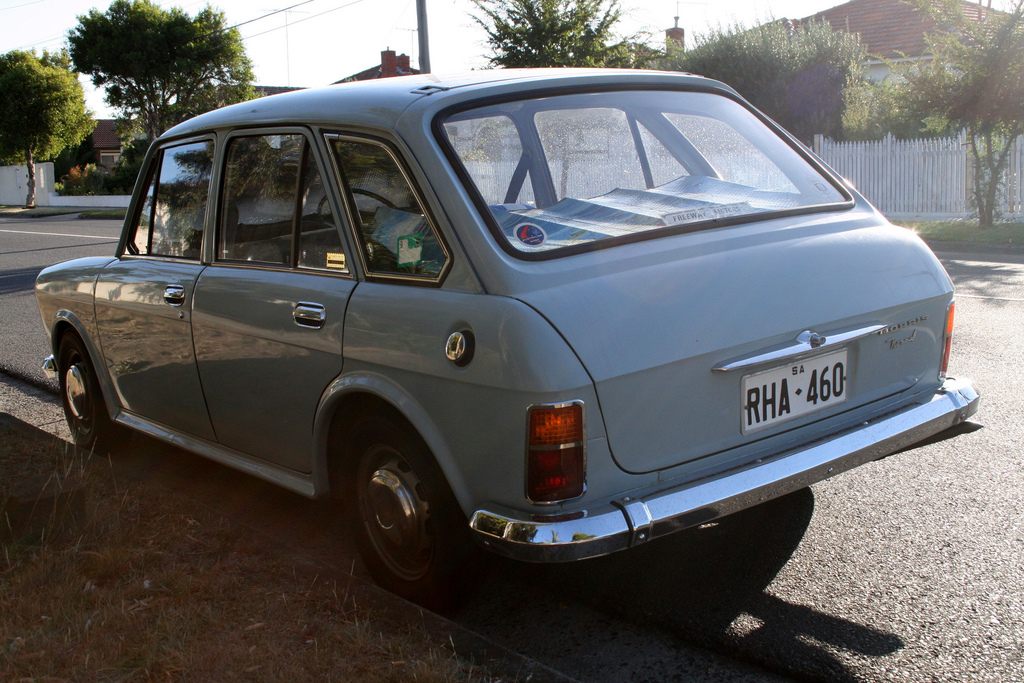
Australische Morris Nomad
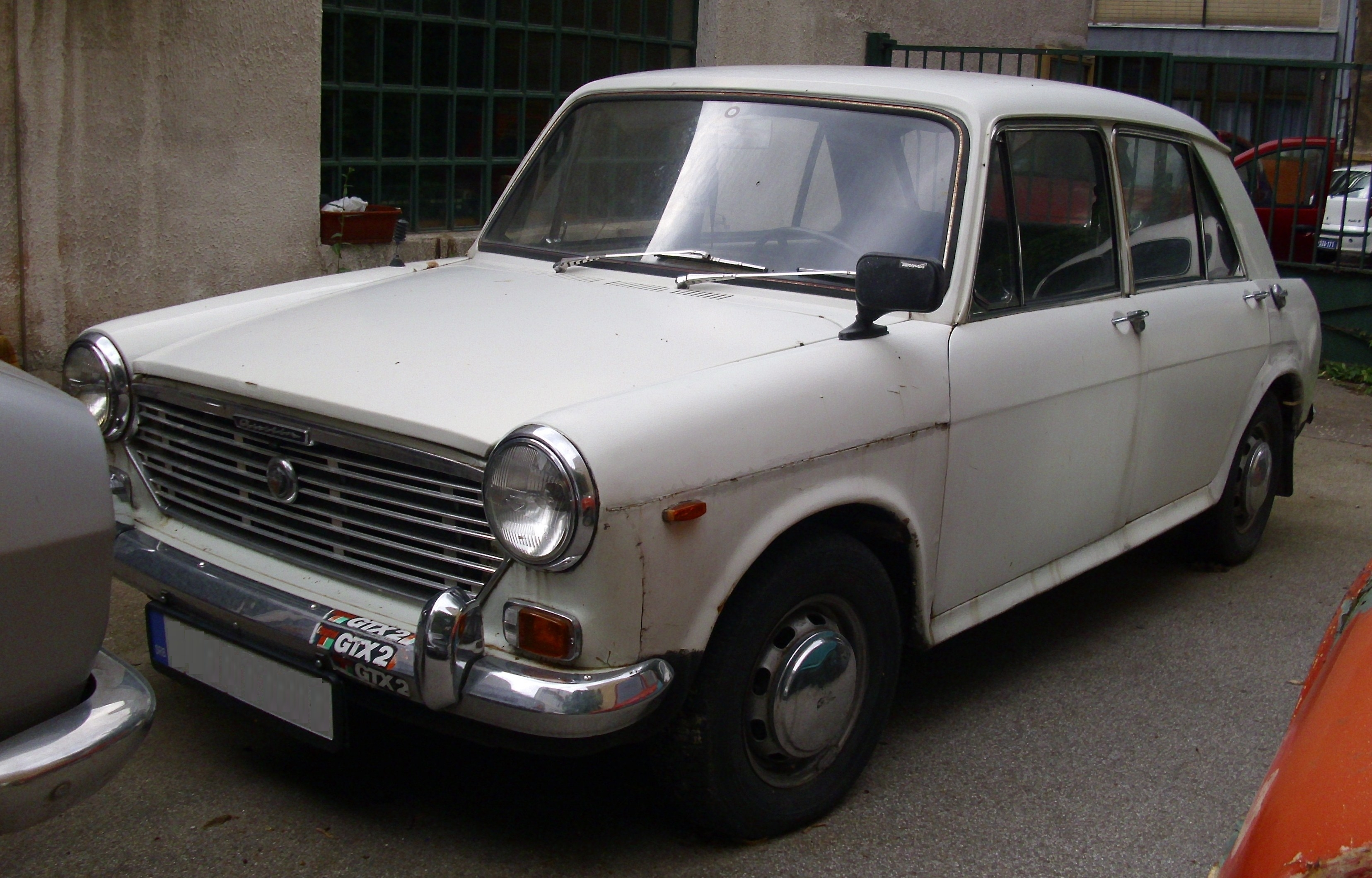
Joegoslavische IMV Austin 1300
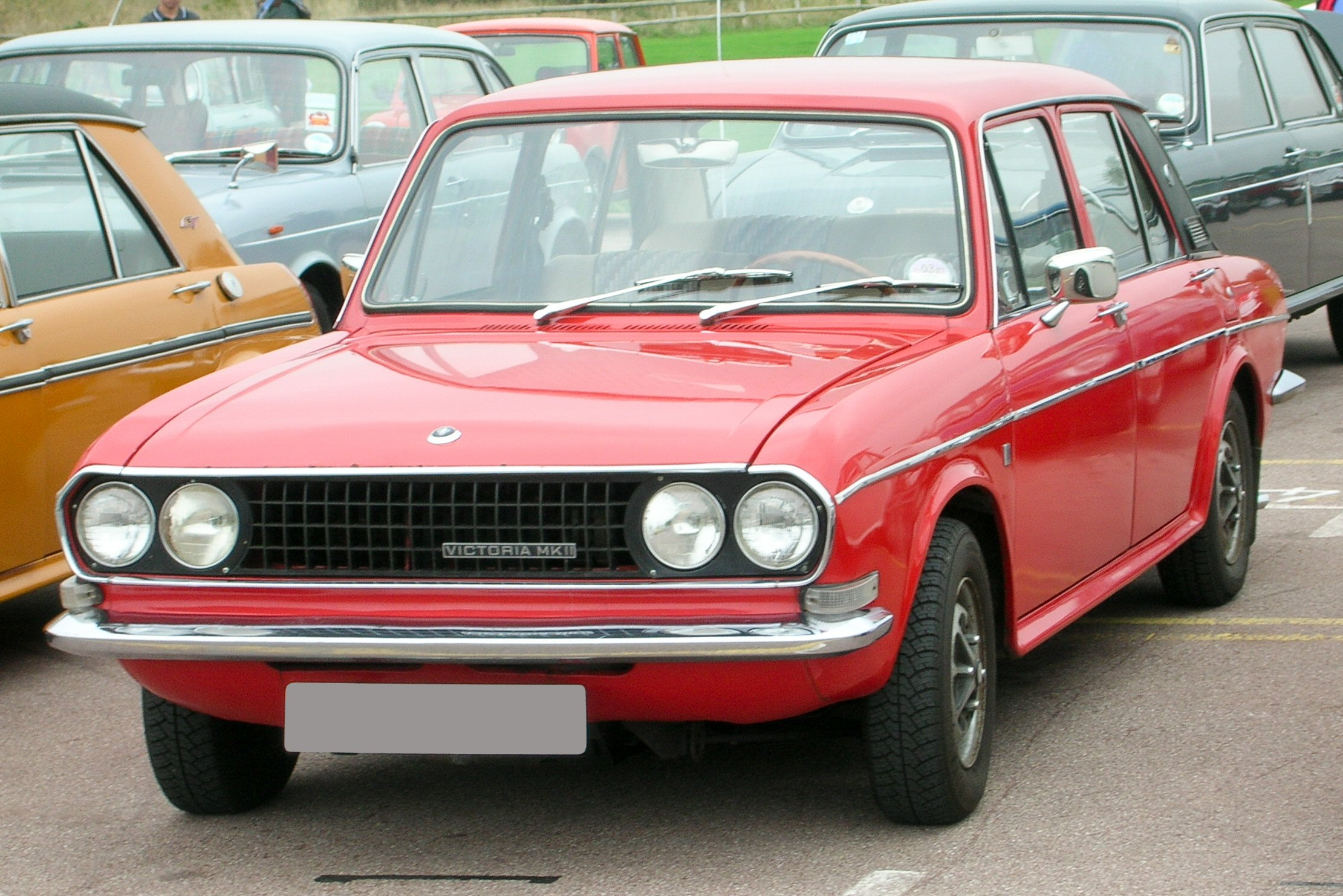
Spaanse Austin Victoria
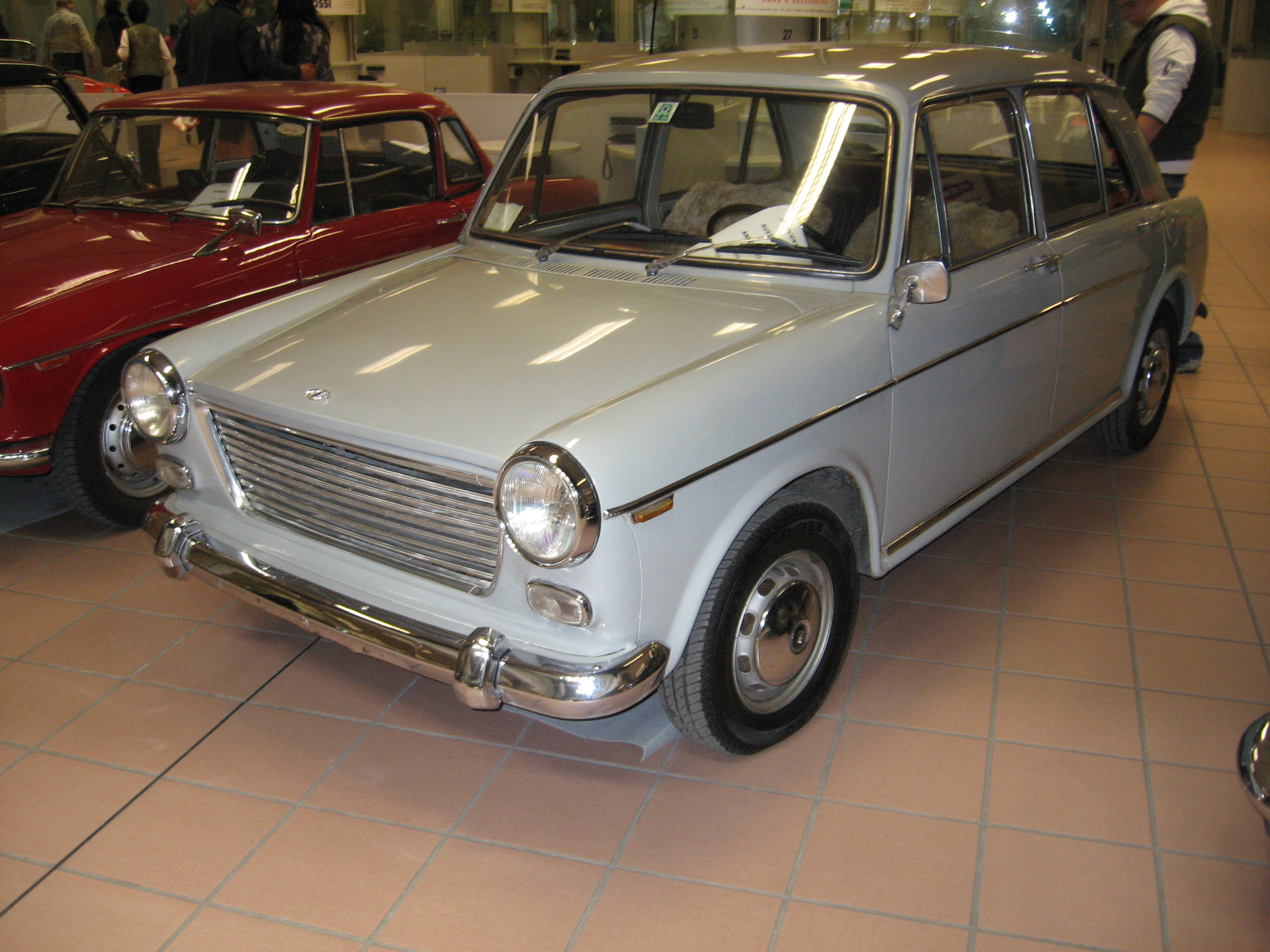
Italiaanse Innocenti J4